# Zamojsce
Zamojsce est une localité polonaise de la gmina de Radymno, située dans le powiat de Jarosław en voïvodie des Basses-Carpates.